# Венжик Хмельницький
Венжик Хмельницький (?), пол. Wężyk Chmielnik (*? — †1569) — український військовий козацький діяч, козацький полковник, низовий гетьман (1534–1569).
Гетьман українського козацтва (1534–1536 рр.). За твердженням деяких істориків - прадід гетьмана Богдана Хмельницького. Походив з українського шляхетського роду. Належав до так званої рангової шляхти. Прославився в битві під Заславом 1534 року: зібравши полки козацтва та загони охочекомонних, розгромив Кримську орду неподалік Заслава на Волині. Під час генеральної битви вдався до створення табору з возів, який згодом — як вид польового укріплення — буде дуже популярним серед козацтва.

## Життєпис
«Історія русів» повідомляє: «По скону гетьмана князя Остафія Ружинського, року 1534-го, вибрали гетьманом із осавулів генеральних Венжика Хмельницького». Польський король затвердив цей вибір, й новий гетьман отримав наказ виступити проти татар. Він зібрав під свою руку реєстрових козаків, полки охочекомонних і запорожців, кілька польських гарнізонів.
Венжик Хмельницький добре знав тактику ординців, й козацькі війська перемогли переважаючі загони. Він побив орду під Заславом на Волині. Після перемоги гетьман здобув славу, адже всі розуміли, що він урятував не лише Україну, але й Польщу. Король відзначив заслугу Хмельницького перед Польщею спеціальною похвальною грамотою.

### Битва під Заславом 1534р.
1534 р. тільки Венжик Хмельницький був обраний гетьманом, татари через Дніпро почали напад на Волинь. Гетьман з українськими козаками пішов під Заслав, а розділених на групи запорожців послав на кордони, для дрібних безперервних нападів на татарські відділи, щоб скласти у ворога враження, що в козаків незначні сили, і тоді приєднатися до основних загонів під Заславом.
Гетьман Венжик Хмельницький удався до тактики табору: оточив возами невеликий загін козаків (піхоти), з важкою артилерією, а сам з основним військом став в укриття за гаями. Коли татари своєю звичайною тактикою оточили козацький табір, гетьман з тилу і з боків вийшов на противника, наказав тільки раз дати вогонь з гармат і взяв татар на списи. Татари, не сподіваючись нападу, в повній паніці почали тікати в різні сторони. Гетьман наказав йти за ними в різні сторони і добивати окремі підрозділи, а сам з основним корпусом пішов по середині. Гетьман забравши багаті трофеї з тріумфом ввійшов у Заслав і приймався всюди з великою повагою.

### Вхід козацьких земель 1569 до складу Речі Посполитої
Венжик Хмельницький відстоював на сеймах 1569 року права козаків.
7 червня 1563 р. Венжик Хмельницький на сеймі в Варшаві виробив привілеї, за якими шляхта руська та литовська була порівняна в правах з шляхтою польською, та всі умови, привілеї, постанови, які були видані шляхті до того часу великим князем Ґедиміном та доповнені королем Сигізмундом І Старим були підтверджені: «дозволяємо лицарству литовському та руському привілеї, права та вольності земські, внести та записати в новий статут, таким чином, як вони в короні польській записані, і так само вживати і використовувати як перед тим стан лицарський і шляхетський народу руського та литовського вживав і використовував».
30 липня 1568 р. на сеймі в Гродно українці-православні отримали право на сенаторство та інші титули, які до того часу мали тільки римо-католики.
За рішенням сейму 5 червня 1569 р. в Любліні та спеціальним указом короля Сигізмунда II Августа від 23 листопада 1569 р. українські землі вийшли з-під юрисдикції Великого князівства Литовського і ввійшли до складу Речі Посполитої на тих самих правах, які були ще в 1471 р. надані Казимиром IV Ягеллончиком i раніше, «як рівні до рівних, вільні до вільних». Водночас, українська шляхта отримала однакові права із польською шляхтою.
За Олександром Ріґельманом: рос. «По таковому в Украйне оной козацкому изрядному обселению, которое для Польши от татар нужною оградою учинилось, ибо чрез то козаки во всякое время почасту набегам татарским отражение делали, в чем усмотря король ту для государства полезность, на прошение козацкое и всех живущих тамо людей украинских о подтверждении прежде данных им вольностей и преимуществ пожаловал им польский король Жигимунд Август, сын Жигимунда I-го, в 1569 году декабря 23-го дня, на все их прежние вольности привилегию от 1471-го и до сего, 1569-го,... королями польскими жалованы были княжества русского все живущие на оных землях русские люди; так равно в оной между прочим написано: "все достоинства и чины, когда на вакации будут, обывателям в земле киевской оседлым и звания шляхетского, отдавать", чем и были жители сии довольны.»